# Élie Munk
Pour les articles homonymes, voir Munk.
Élie Munk, né le 15 septembre 1900 dans le 9e arrondissement de Paris et mort le 5 juin 1981 à New York, est un rabbin orthodoxe français non consistorial du XXe siècle, et un auteur prolifique de réputation internationale, d'origine allemande.
Il fut le rabbin de la synagogue Adas Yereim, aussi appelée « synagogue de la rue Cadet » ou encore « communauté israélite de la Stricte Observance » à Paris.

## Biographie

### Naissance et premières années à Paris
Élie Munk est né à Paris le 15 septembre 1900 (21 Eloul 5660),,,,,, d'une famille de rabbins.
Ses parents étaient Samuel Munk et Amélie Munk née Strauss.
Samuel (Shmuel) Munk est né le 23 mars 1861 à Altona, Hambourg, Allemagne et il est mort en déportation le 31 janvier 1943 à Theresienstadt.
Amelie Strauss est née le 24 avril 1873 à Rotenburg/Fulda, dans la Hesse, en Allemagne et elle est morte en 1912 à Paris, à l'âge de 38 ans.
Ils ont trois fils.
Son père Samuel (Shmuel) est un négociant en cuir. Sa mère décède lorsqu'il a onze ans. Son père décide de retourner à Berlin où il a de la famille.
Samuel Munk se remarie avec Esther Johanna Munk (née Bondi). Elle est née le 15 mai 1880 à Mayence en Allemagne et elle meurt en mai 1944 à l'âge de 63 ans à Auschwitz.
Élie Munk porte le nom de son grand-père, Elias Munk, rabbin de Altona. Elias Munk est né le 13 décembre 1818 à Altona, Hambourg et est mort le 30 juillet 1899 à Hambourg.

### Berlin et Ansbach
Élie Munk étudie au séminaire rabbinique Hildesheimer de Berlin, où il reçoit son diplôme de rabbin en 1925.
Il devient docteur en philosophie de l'université de Berlin en 1926. Sa thèse traite de "La philosophie dans les œuvres de Victor Hugo".
Il est rabbin à Ansbach, en Bavière, de 1927 à 1937. Avant de devenir rabbin à Ansbach, il doit, c'est une condition, se marier. Il épouse Fanny Goldberger, fille de Nathan Goldberger, le président de la communauté orthodoxe de Nuremberg.

### La montée du nazisme
Au début de la montée du nazisme, il ne saisit pas les buts ultimes de Hitler. Il croit même que ce régime a des aspects positifs, maintenant une certaine moralité,. On lui reprochera de prononcer la prière pour le Führer ! Il ne sera pas le seul à se tromper.
À l'âge de 28 ans, il termine son premier ouvrage, qui restera un classique, Le Monde des Prières, traduit en français, en anglais et en hébreu.

### Le retour à Paris
Ayant finalement réalisé l'étendue de la menace nazie, il quitte l'Allemagne, en 1937, ayant été élu rabbin de la communauté Adas Yereim, encore appelée la Synagogue de la Rue Cadet, ou aussi appelée Communauté Israélite de la Stricte Observance (CISO), au  10, rue Cadet, dans le 9e arrondissement de Paris.

### Arrestation puis libération
Comme il est à cette époque de nationalité allemande, le Rabbin Élie Munk doit se présenter, au stade de Colombes, le 6 septembre 1939. Il y retrouve parmi les 15 000 hommes convoqués, des amis comme Marc Breuer.
Dans ce stade de Colombes, les juifs religieux d’origine allemande ou autrichienne vont s’organiser, créant des groupes de prière (minyonim) et d'étude (shiurim). Ils passent Roch Hachana dans le stade. La communauté juive leur avait fait parvenir des vivres pour la fête. Deux jours avant Yom Kippour, un groupe de 120 hommes dirigés par le Rabbin Élie Munk est transféré par bus à la gare d'Orléans et de là à Maroles, un village du Val de Loire, à environ 150 kilomètres au sud de Paris. À cet endroit, le soir, le Rabbin Élie Munk donne des cours (shiurim).

### Nice et la Suisse
En juin 1940, la famille Munk quitte Paris et se réfugie d'abord à Nice, puis finalement, à Genève, en Suisse, la veille de Roch Hachana 1942 où elle vit jusqu'à la fin de la guerre.

### La Rue Cadet
Après la guerre (en août 1945) et jusqu'à sa retraite, il demeure à la tête de la Synagogue de la Rue Cadet.

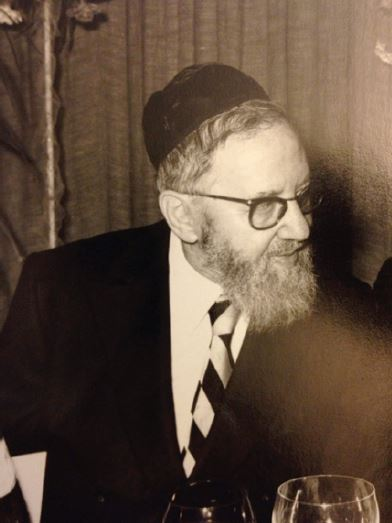
le Rabbin Munk dans sa vieillesse

### La retraite à New York
En 1973, il se retire à New York, près de sa famille. Il avait eu un accident vasculaire cérébral. De plus, sur ses 7 enfants, six habitent à New York.
Il décède à New York à l'âge de 81 ans, le 5 juin 1981 (3 Sivan 5741) et est enterré à Jérusalem, Israël, au Mont des Oliviers.

### Famille
Élie Munk épouse Fanny Frumet Goldberger née en 1906 à Nuremberg (Bavière) (Allemagne) et morte le 12 juin 1979 à Manhattan, New York. Elle est la fille de Natan (Nathan) Goldberger né en 1875 et mort en 1935 et de Madel (Matilda) Goldberger.
Les enfants Munk sont: Ruth Neuberger(-morte le 19 mars à Borough Park, Brooklyn, New York), Miriam Bronspiegel (née le 28 avril 1942 à Nice et morte le 1er juin 1994),, Jacques (Jacob) Munk (né 28 décembre 1929 à Ansbach, Allemagne et mort le 4 août 2015, Lakewood, New Jersey,), Amélie Jakobovits (née le 31 mai 1928 à Ansbach en Allemagne et morte le 7 mai 2010 à Londres, Royaume-Uni,, ,,), Nosson Munk, Yehudis Fasman (épouse du rabbin Chaim Zelig Fasman,) et Françoise Birnhack.

## Témoignages
Une de ses filles, Amélie, qui deviendra par mariage - plus tard - Lady Amélie, épouse Immanuel Jakobovits, le futur Lord Jakobovits. Il décrit ainsi son beau-père : « ...mon révéré beau-père, le Rabbin Élie Munk, à cette époque le chef largement estimé de l'Orthodoxie indépendante à Paris ».
En 1986, le rabbin Nosson Scherman, devenu depuis sans doute l'éditeur contemporain le plus important d'ouvrages religieux juifs, et neveu du Rabbin Élie Munk, dédie à la mémoire de son oncle son ouvrage Birkat Kohanim (Bénédictions des Prêtres) :

« S'il existait un Cohen [le Rabbin Élie Munk était un Cohen] de notre génération qui soit le Aaron de son temps, ce fut lui. Il aimait et recherchait la paix, il aimait les gens et les attirait avec amour vers la Torah. À Ansbach et à Paris, sa combinaison d'érudition dans la Torah, sa foi entière en Dieu, sa dévotion complète à la communauté, sa langue éloquente, et son don de l'écriture ont créé des chapitres d'accomplissements inspirants et inoubliables. Son Monde des Prières et sa Voix de la Torah sont durant sa vie devenus des classiques. »

## Œuvres

### Ouvrages
- (de) Elie Munk (Rabbiner Dr in Ansbach). DIE WELT DER GEBETE: kommentar zu den werktages und sabbat gebeten nebst uebersetzung. Hermon: Francfort-sur-le-Main, 1933.
- Elie Munk. La Justice sociale en Israël. Préface de Joshua Jéhouda. 1947.
- Elie Munk. La Législation criminelle dans le droit mosaïque. 1954.
- Elie Munk et Jean Schwarz. Rachel ou les Devoirs de la Femme juive. 2e édition, 1955.
- (en) Elie Munk. Man. Lincoln Institute, 1956.
- Elie Munk. Le Monde des Prières. Commentaire des Prières Quotidiennes avec Traduction. Librairie A. Durlacher: Paris, 1958.
- Elie Munk. Les Prières du Chabbat. Keren Hasefer ve Halimud.  (ISBN 2904068422)
- (en) Elie Munk. The Jewish way of life: Index to the mitsvot. Jerusalem Academy Publications, 1973 (5733).
- Elie Munk. La Voix de la Thora. 5 Volumes. La Genèse. L'Exode. Le Lévitique. Les Nombres. Le Deutéronome. Fondation Samuel et Odette Levy: Paris, 1981  (ISBN 2914860099)
- Elie Munk. Vers l'Harmonie. Colbo: Paris, 1986.  (ISBN 2-85332-002-2)
- (en) Elie Munk. The Call of the Torah: An Anthology of Interpretation and Commentary on the Five Books of Moses. Mesorah: Brooklyn, New York, 1993  (ISBN 9780899060460)

### Articles
- Elie Munk. Maïmonide, docteur de la Loi, revue d’histoire de la médecine hébraïque, No. 31, mai 1956. [Réimprimé in Gad Freudenthal & Samuel S. Kottek, editors, Mélanges d’histoire de la médecine hébraïque : études choisies de la revue d’histoire de la médecine hébraïque ( 1948-1985). Brill: Netherlands, 2003].  (ISBN 978-900-412-522-3)
- Elie Munk. Nos conclusions après la guerre, Trait d'Union. Bulletin Mensuel du Judaïsme Traditionaliste. No. 143-144. 15e année, juillet-août 1967

### Préfaces
- B. Krakowski. Méditations sur le Pentateuque.Préface de Elie Munk. Département de la Culture et de l'Éducation par la Torah, 1958
- Meyer Waxman. Introduction à la vie juive. Préface de Elie Munk. Collection Spiritualités vivantes. Série Judaïsme. Albin Michel: Paris, 1958

### Direction de collection
- Israël Salzer. La Guemara: Sanhedrin. Le Talmud de Babylone, traduit par les Membres du Rabbinat Français: Collection dirigée par M. le Rabbin Elie Munk. Keren Hasefer ve-Halimoud, 1974